# اولگ پترویچ چوژدا
اولگ پترویچ چوژدا (انگلیسی: Oleg Petrovich Chuzhda؛ زادهٔ ۲۳ ژوئیهٔ ۱۹۶۳) دوچرخه‌سوار اهل اوکراین است.